# Željova
Željova es un pueblo de la municipalidad de Banovići, en el cantón de Tuzla, Bosnia y Herzegovina.

## Superficie
Posee una superficie de 15,39 kilómetros cuadrados.

## Demografía
Hasta 2013 la población era de 19 habitantes, con una densidad de población de 1,2 habitantes por kilómetro cuadrado.